# Andrzej Zawadzki (literaturoznawca)
Andrzej Jarosław Zawadzki (ur. 1968) – doktor habilitowany, polski teoretyk i historyk literatury.  Zajmuje się teorią literatury oraz historią nowoczesnej i ponowoczesnej literatury, kultury i filozofii. Pracownik Katedry Antropologii Literatury i Badań Kulturowych Wydziału Polonistyki Uniwersytetu Jagiellońskiego. 
Jest autorem około 30 publikacji, m.in.: Mimika i mimetyka. Mim i pantomima w nowoczesnej świadomości literackiej, Pamiętnik Literacki 2001; Noica, Vattimo i myśl słaba, Teksty Drugie 2003 nr 6; Autor. Podmiot literacki, w: Kulturowa teoria literatury, red. R. Nycz i M.P. Markowski, Kraków 2006. 
Autor książek: Nowoczesna eseistyka filozoficzna w piśmiennictwie polskim I połowy XX w., Kraków 2001, 'Literatura a myśl słaba', Kraków 2009
Tłumacz tekstów filozoficznych i teoretycznoliterackich, m.in.: P. Bourdieu, Reguły sztuki. Geneza i struktura pola literackiego, Kraków 2002; G. Vattimo, Historia zbawienia, historia interpretacji, Teksty Drugie 2005, nr 4.